# 文巴赫
文巴赫是德国巴登-符腾堡州的一个市镇。总面积1.80平方公里，总人口333人，其中男性173人，女性160人（2011年12月31日），人口密度185人/平方公里。